# Jan Roszkowski (polityk)
Jan Roszkowski (ur. 27 stycznia 1939 w Kosowie Poleskim) – polski polityk, samorządowiec, burmistrz Prudnika w latach 1990–1998, radny Rady Miejskiej w Prudniku, inicjator powstania Euroregionu Pradziad, prekursor współpracy polsko-czeskiej na terenie województwa opolskiego, kapitan rezerwy.

## Życiorys
Po zakończeniu II wojny światowej wraz z rodziną zamieszkał w Zielonej Górze, gdzie ukończył Technikum Mechaniczne. Był wicemistrzem Zielonej Góry w skoku w dal i mistrzem województwa zielonogórskiego w rzucie oszczepem w kategorii juniorów. Studiował na Wydziale Melioracji Wodnych Akademii Rolniczej we Wrocławiu.
W 1962 w Prudniku rozpoczął pracę zawodową w referacie melioracji wydziału rolnictwa Prezydium Powiatowej Rady Narodowej. Później pracował również w Opolu i Nysie. Był członkiem Oddziału PTTK „Sudetów Wschodnich” w Prudniku.
Był jednym ze współzałożycieli Komitetu Obywatelskiego „Solidarność”. Na stanowisko burmistrza Prudnika po raz pierwszy został wybrany podczas wyborów samorządowych w 1990 roku. W 1994 został wybrany na drugą kadencję, która trwała do 1998. Jako burmistrz doprowadził do modernizacji infrastruktury miasta, co znacznie umożliwiło jego rozwój. Uczestniczył też w wielu spotkaniach i negocjacjach z władzami państwowymi w sprawie powstania powiatu prudnickiego. 2 lipca 1997 był inicjatorem powstania Euroregionu Pradziad. Był delegatem polskiej strony Parlamentu Euroregionu Pradziad z siedzibą w Prudniku.
Od 1998 do 2001 pracował na część etatu w Urzędzie Miejskim w Prudniku, po czym przeszedł na emeryturę.
W latach 2002–2006 był radnym Rady Miejskiej w Prudniku z listy KWW Tylko Razem, a w latach 2014–2018 z listy KWW Niezależni Razem.

## Życie prywatne
Miał żonę Elżbietę, którą poznał na studiach. Jego syn, Radosław, od 2006 jest starostą powiatu prudnickiego i prezesem Euroregionu Pradziad. Jego kuzynem jest Edward Linde-Lubaszenko, aktor filmowy i teatralny.

## Odznaczenia
- Złoty Krzyż Zasługi (1997)[9]
- Order Tomáša Garrigue Masaryka (2007)[10]
- Odznaka honorowa „Zasłużony dla Miasta i Gminy Prudnik” (2010)[11]
- Odznaka Honorowa Powiatu Prudnickiego (2014)[12]